# Bilífits
Els bilífits (Biliphyta) són un grup d'algues que es caracteritza per contenir ficobilisomes. Des del punt de vista filogenètic, constitueixen un grup de plantes basals i amb caràcters primitius. Està format per dues divisions:
- Rhodophyta, de les algues vermelles.
- Glaucophyta, microalgues verdes biflagelades.

Inicialment, Cavalier-Smith va suggerir en 1981 que es tractava d'un regne, però després ho considera un subregne dins la classificació de les plantes.
La unitat d'aquest grup va ser confirmada posteriorment sobre la base d'estudis filogenètics sobre les proteïnes transferides des del cloroplast al nucli cel·lular i a seqüències de gens dels cloroplasts, per la qual cosa el seu nivell taxonòmic podria estar validat. No obstant això, diverses anàlisis filogenètiques denoten que la monofília d'aquest grup no està consensuada.